# Гептари
Гептари (Гаптарі, Гантори, рос. Гаптары, пол. Haptary) — колишнє село в Кирданівській сільській раді Овруцького району Житомирської області Української РСР.

## Населення
У 1923 році в поселенні налічувалося 340 мешканців, дворів — 75.

## Історія
Наприкінці 19 століття — село Овруцького повіту Волинської губернії. Входило до православної парафії Преображення Господнього в Овручі.
До 1923 року входило до складу Гладковицької волості Овруцького повіту Волинської губернії. У 1923 році включене до складу новоствореної Товкачівської сільської ради, яка 7 березня 1923 року увійшла до складу новоутвореного Овруцького району Коростенської округи. Розміщувалося за 3 версти від районного центру м. Овруч та за 0,5 версти від центру сільської ради с. Товкачі. У 1941—44 роках — центр Гептарівської сільської управи. 11 серпня 1954 року, внаслідок об'єднання сільських рад, село підпорядковане Товкачівській сільській раді Овруцького району.
14 лютого 1983 року, відповідно до указу Президії Верховної ради Української РСР «Про розширення меж міста Овруча Житомирської області», село включене до меж м. Овруча.